# Ex (álbum)
Ex es el primer disco oficial de La Hermana Menor. Tuvo un largo proceso de composición y grabación que hizo que cuando se comenzara a grabar algunos de sus autores ya no estuvieran en el grupo, y que cuando se terminó de masterizar la banda que lo grabó ya no existiera. Apenas terminada la grabación Leo Fernández emigró a España y durante la mezcla abandonaron la banda Federico Deutsch, Alejandro Itte y José Nosar (sustituto de Fernández en la batería pero que jamás llegó a grabar con el grupo). Terminado el masterizado, Riki Musso volvió a dedicarse por entero a El Cuarteto de Nos y el disco fue presentado con una banda completamente distinta.
Los temas de difusión fueron 1 2 3 4 5 y Eucaliptus.
Los dibujos de tapa y contratapa pertenecen a afiches de propaganda política china y la moléculas químicas corresponden a diversas drogas. En la primera edición el orden de los temas 8 y 9 aparecen invertidos en la contratapa.

## Lista de canciones
| N.º | Título                       | Escritor(es)                         | Duración |  |
| 1.  | «Eucaliptus»                 | Dematteis                            | 3:03     |  |
| 2.  | «Ejército de un solo hombre» | Dematteis, Benavidez, Deutsch, Durán | 5:26     |  |
| 3.  | «Elvis en Gorlero»           | Dematteis, Benavidez                 | 3:16     |  |
| 4.  | «1 2 3 4 5»                  | Dematteis, Benavidez, Deutsch, Durán | 4:14     |  |
| 5.  | «Nada que hacer»             | Dematteis, Benavidez, Durán          | 3:45     |  |
| 6.  | «Shuriken»                   | Dematteis, Deutsch, Benavidez, Durán | 5:12     |  |
| 7.  | «Fácil de coger»             | Dematteis                            | 2:26     |  |
| 8.  | «Líderes naturales»          | Dematteis, Durán                     | 4:31     |  |
| 9.  | «Antonio '92»                | Dematteis, Yabar                     | 4:50     |  |
| 10. | «Sarah K.»                   | Dematteis, Benavidez                 | 4:03     |  |
| 11. | «Panamericano»               | Dematteis, Benavidez                 | 3:24     |  |

## Músicos
- Tüssi Dematteis (voz)
- Juan Benavidez (guitarra)
- Federico Deutsch (teclados)
- Alejandro Itte (bajo)
- Riki Musso (guitarra)
- Leo Fernández (batería)

## Datos técnicos
- Grabado y mezclado en los estudios Tio Riki y Sudei (Montevideo), entre febrero y septiembre de 2002.
- Masterizado por Riki Musso en el Estudio Tio Riki.
- Producido por LHM.
- Ingeniero de sonido: Riki Musso
- Editado por el Sello Bizarro Records en agosto de 2003